# Karaczajowie
Karaczajowie (kar.-bał. къарачайлыла, таўлула, ros. карача́евцы) – jeden z ludów tureckich zamieszkujący autonomiczną Republikę Karaczajo-Czerkieską w północnej części Kaukazu, w Federacji Rosyjskiej. Największym skupiskiem Karaczajów jest Karaczajewsk – drugie miasto pod względem liczby mieszkańców (po stolicy republiki – Czerkiesku), będące centrum administracyjnym rejonu karaczajewskiego i siedzibą Państwowego Uniwersytetu Karaczajewo-Czerkieskiego. Naród liczący około 150–160 tys. używa wspólnego z Bałkarami języka. Oba narody są niekiedy traktowane jako jeden. Od początku XIX wieku zamieszkane przez nich ziemie należą do Rosji. W 1943 wszyscy mieszkańcy republiki zostali deportowani z Kaukazu i powrócili dopiero po śmierci Stalina. Tradycyjnymi zajęciami było pasterstwo, rolnictwo i rzemiosło. Wyznają islam sunnicki.